# The Mollycoddle
The Mollycoddle és una pel·lícula muda dirigida per Victor Fleming i protagonitzada per Douglas Fairbanks, que també fou el productor, Wallace Beery i Ruth Renick. El títol de la pel·lícula es refereix al terme popularitzat per Theodore Roosevelt, un dels herois de Fairbanks, per designar un jove excessivament consentit i mimat. Rodada en gran part a Arizona, la pel·lícula es va estrenar el 13 de juny de 1920.

## Argument
Richard Marshall, prové d'una família lluitadora i intrèpida d'Arizona però ha estat criat a Anglaterra des que era un nen i ha adquirit la manera de fer anglesa. És un personatge snob, que fuma amb boquilla i duu monocle i els seus amics l'anomenen el Mollycoddle per ser un noi excessivament consentit. A Montecarlo coneix uns americans que es disposen a viatjar a Arizona en un iot i com a broma l'embarquen amb ells. El propietari del iot, Henry Van Holkar, es dedica a traficar amb diamants de contraban entre Arizona i Amsterdam i sospita que Marshall és un espia i el reclou a la caldera del iot per donar palades de carbó.
Quan el iot arriba a la costa de Texas Marshall salta del vaixell i neda cap a la costa i després de ser recollit per uns pescadors, es dirigeix a Arizona on el grup inspecciona les mines de diamants. Allà, Van Holkar descobreix que Virginia Hale, un altre membre de la colla, és l'autèntica espia i decideix que ha d'eliminar la resta del seu grup. Per això Van Holkar prepara una esllavissada de terra però Marshall aconsegueix arribar a temps per salvar Virginia i els altres. Després d'una lluita entre els dos adversaris, Van Holkar cau per un precipici i mor. Marshall, demostrant el seu veritable caràcter aconsegueix l'amor de Virginia.

## Repartiment
- Douglas Fairbanks (Richard Marshall III, IV i V)
- Ruth Renick (Virginia Hale)
- Wallace Beery (Henry von Holkar)
- Paul Burns (Samuel Levinski)
- Morris Hughes (Patrick O'Flannigan)
- George Stewart (Ole Olsen)
- Charles Stevens (Yellow Horse)
- Lewis Hippe (contramestre)
- Betty Bouton (Mollie Warren)
- Adele Farrington (Mrs. Warren)
- Albert MacQuarrie (conductor del iot del desert)
- Freddie Hawk (la rodamón)
- Frank Campeau (botiguer)
- Eagle Eye (cap indi)
- Bull Montana (treballador a la conservera)

## Producció
Tercera pel·lícula de Fairbanks per a la United Artists, aquesta es va rodar en gran part a Polacca, (Arizona), en una reserva dels indis Hopi. A canvi de poder gravar-los, Fairbanks va muntar posteriorment una projecció per tal que els indis es poguessin veure a la pantalla. El guió es va basar en un serial aparegut en el Saturday Evening Post escrit per Harold McGrath que va adaptar Tom Geraghty. El rodatge de la pel·lícula va ser accidentat. Fairbanks, juntament amb Betty Bouton, Adele Farrington, Paul Burns, Maurice Hughes i George Stewart van ser parcialment sepultats per una esllavissada de terra i roques i es va témer per la seva vida. Fairbanks ja s'havia trencat l'índex d'una ma unes setmanes abans en una altra escena. A rel de tot plegat, en algunes escenes posteriors es va utilitzar un doble. Va ser la pel·lícula més cara produïda per Fairbanks fins aquell moment amb un cost d'uns 500.000 dòlars.